# Kai Sichtermann

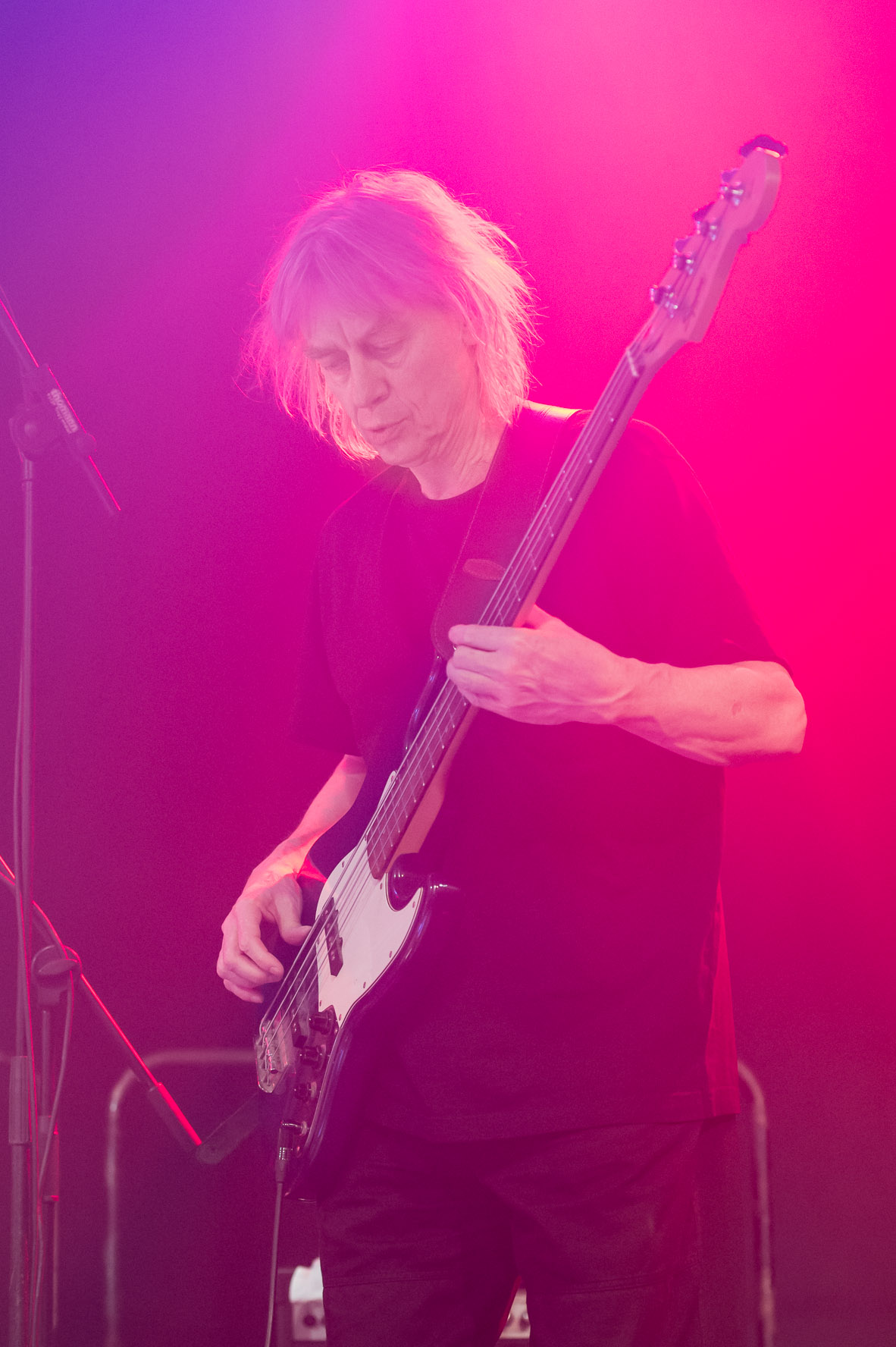
Kai Sichtermann mit Ton Steine Scherben in Nürnberg (2014)

Kai Sichtermann (* 1951 in Kiel) ist ein deutscher Bassist und Gründungsmitglied der deutschen Rockband Ton Steine Scherben.

## Biografie
Kai Sichtermann wurde als Sohn eines Rechtsanwalts und der Malerin Illa Blaue in Kiel geboren, die Publizistin Barbara Sichtermann ist seine Schwester. Er besuchte in Lübeck eine Musikschule. 
1969 zog er nach Berlin, wo er unter anderem Rio Reiser kennenlernte. Er spielte ursprünglich Gitarre, wechselte später jedoch zum Bass. Er war von Beginn an – und mit Ausnahme der Jahre 1974 und 1975 bis zu deren Auflösung – Mitglied der Band Ton Steine Scherben.
Als die anderen Bandmitglieder der „Scherben“ nach Fresenhagen zogen, entschied er sich dafür, mit seiner Freundin Angie Olbrich, die auch zur „Scherben“-Familie gehörte, stattdessen an die Schlei zu ziehen.
1998 nahm Sichtermann mit Freunden und weiteren ehemaligen „Scherben“ (Rio Reiser starb 1996) unter dem Namen Die Nachtfalter die CD Träume, Tod, Erinnerung auf.

## Veröffentlichungen
1999 schrieb er zusammen mit Jens Johler sowie Christian Stahl die „Scherben“-Biografie Keine Macht für Niemand. Außerdem gründete er 2002 zusammen mit Angie Olbrich das Duo Angels Blue, bei dem er den Part des Pianisten übernahm. Im Jahre 2010 erschien sein zweites, zusammen mit Co-Autoren verfasstes Buch Kultsongs & Evergreens. Als E-Book erschien 2013 Eros Nächte Moneymaker, das 2017 auch als Taschenbuch veröffentlicht wurde.
Zusammen mit seiner Schwester Barbara Sichtermann schrieb er das Buch Das ist unser Haus – Eine Geschichte der Hausbesetzung, das 2017 im Aufbau Verlag, Berlin, veröffentlicht wurde. Im selben Jahr erschien im Martin Schmitz Verlag, Berlin, seine wiederum mit Jens Johler verfasste Autobiografie Vage Sehnsucht. 2022 erschien sein Buch Johnny B. Goode im Weltraum – Protest, Ekstase, Provokation – 25 Jahre Rock'n'Roll.

## Nach den "Scherben"
Sichtermann spielt noch heute den Bass bei Nachfolge-Projekten der Ton Steine Scherben. 2014 gründete er zusammen mit dem Scherben-Schlagzeuger Funky K. Götzner und dem Nürnberger Liedermacher Gymmick das Unplugged-Trio „Kai & Funky von TON STEINE SCHERBEN mit Gymmick“ – 2017 erschien ihre Doppel-CD „Radio für Millionen“. Seit 2023 heißt das Trio „Kai und Funky von TON STEINE SCHERBEN feat. Birte Volta“.